# Bathyconchoecia omega
Bathyconchoecia omega is een mosselkreeftjessoort uit de familie van de Halocyprididae. De wetenschappelijke naam van de soort is voor het eerst geldig gepubliceerd in 2004 door Kornicker & Rudjakov.